# Tulewo Górne
Tulewo Górne (do 2011 Górki) – wieś w Polsce, położona w województwie mazowieckim, w powiecie wyszkowskim, w gminie Wyszków. Ma status sołetwa.
W latach 1975–1998 miejscowość administracyjnie należała do województwa ostrołęckiego.
1 stycznia 2011 r. zmieniono urzędowo nazwę miejscowości z Górki na Tulewo Górne.
Wierni Kościoła rzymskokatolickiego należą do parafii św. Wojciecha w Wyszkowie.